# Szabina Tálosi
Szabina Tálosi (* 20. Januar 1989 in Nagykanizsa) ist eine ungarische Fußballspielerin.

## Karriere

### Verein
Tálosi startete ihre Karriere 2002 mit Viktória FC-Szombathely. In der Saison 2003/2004 wurde sie erstmals in die Reserve-Mannschaft des Viktória FC berufen und rückte im Sommer 2004 in die Női-NB-I-Mannschaft auf. Bis zu ihrem Wechsel im Frühjahr 2013 nach Österreich spielte sie in 188 Spielen für Viktória FC-Szombathely und erzielte dabei fünf Tore, zudem wurde sie 2004 und 2009 mit dem Team ungarischer Meister, sowie in der Saison 2008, 2009 und 2011, Pokalsieger. Am 4. Januar 2013 verkündete sie ihren Abgang von Viktória FC und unterschrieb beim österreichischen Bundesligisten FC Südburgenland einen Vertrag.

### Nationalmannschaft
Tálosi wurde 2007 erstmals in die Ungarische Fußballnationalmannschaft der Frauen berufen, spielte seitdem 38 Mal und erzielte drei Tore.

## Privates
Am 3. Mai 2007 schloss sie ihr Abitur an dem Premontrei Rendi Szent Norbert Gimnázium in Szombathely ab und besuchte ab Juli 2007 die Fakultät NYME-MNSK in Szombathely, wo sie im April 2011 einen Abschluss in Erholung und Gesundheitsförderung machte. Im Herbst 2011 schrieb sie sich an der Westungarische Universität ein und machte ein Studium als Heilpraktikerin/Masseurin. Sie finanzierte ihr Studium in dieser Zeit durch Fußball und den Beruf als Masseur, für den ungarischen Fußballverein LURKÓ Utánpótlás FC.

## Erfolge
Női NB I
- Meister (2): 2004, 2009

Magyar kupa
- Gewinner: 2008, 2009, 2011